# جوسيف ماريا إدر
جوسيف ماريا إدر (بالألمانية: Josef Maria Eder)‏ هو مصور وكيميائي وبروفيسور نمساوي، ولد في 16 مارس 1855 في كرمس آن در دوناو في النمسا، وتوفي في 18 أكتوبر 1944 في كتسبويل في النمسا.